# Lindholmens gård

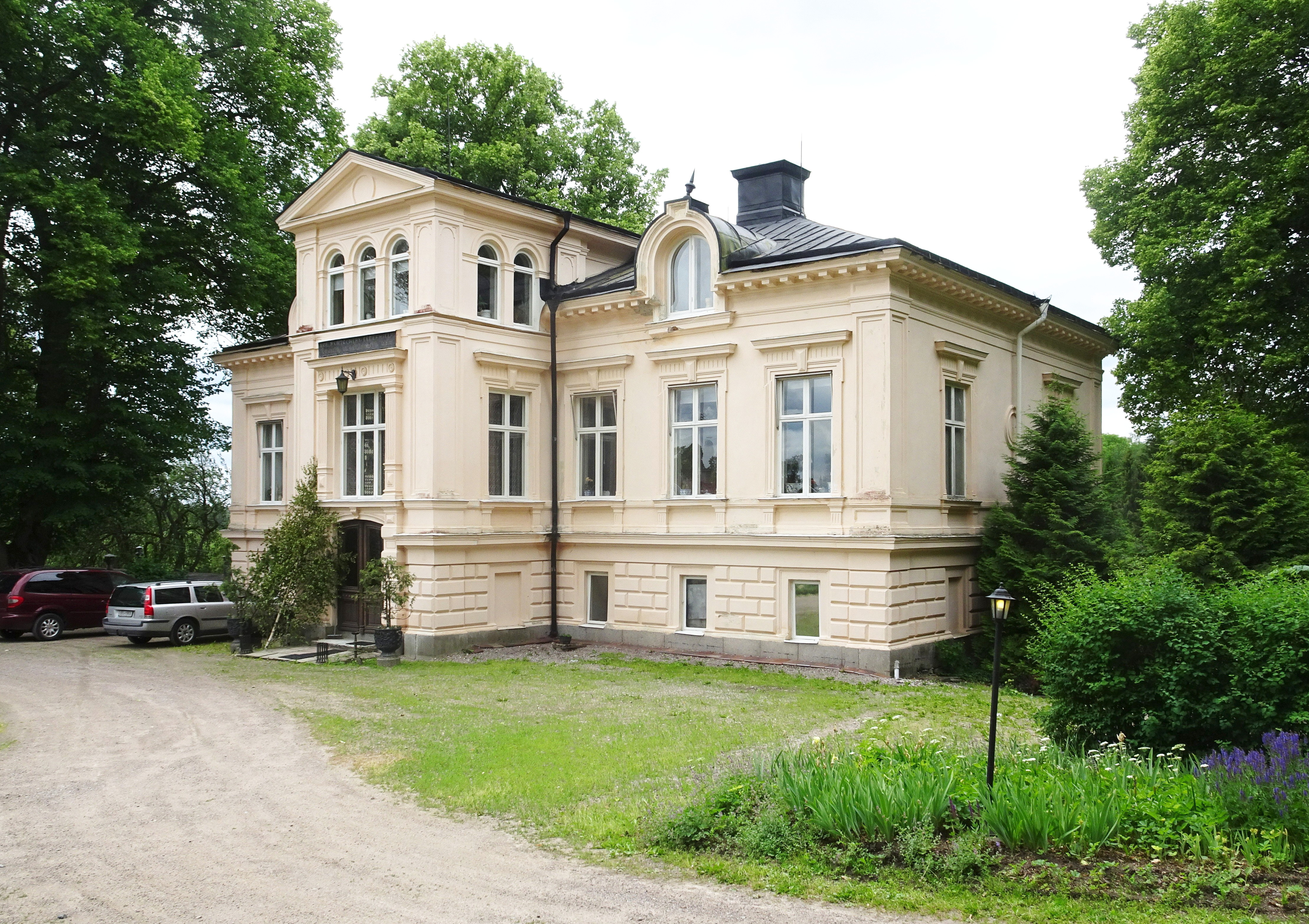
Lindholmens huvudbyggnad, juni 2018.

Lindholmens gård är en herrgård och ett tidigare säteri i Orkesta socken (ursprungligen gick delar av ägorna på omkring 200 hektar även in i Frösunda socken), Vallentuna kommun, Stockholms län. På Vasakullen föddes Gustav Vasa enligt en av teorierna om hans födelseplats. Nuvarande huvudbyggnad uppfördes 1884. Väster om gården har samhället Lindholmen vuxit fram.

## Historik
Namnet är en sammansättning av ordet lind och efterleden holm. Med holmen avses den ön som på forntiden låg mellan nuvarande Lillsjön och Storsjön. Lindholmen omnämnes första gången 1365 då det talas om en magnus gregorisson aff lindholmenum. Det var då sätesgård för häradshövding Magnus Gren. Gården har tillhört ätterna Väsby, Eka, Banér och senare Brahe. Från Christina Brahes tid existerar en ägoredovisning (daterad 1680) som tydligt redovisar bebyggelsen på Lindholmen som då fortfarande avgränsades av två vattendrag från fastlandet. Gårdsbebyggelsen bestod av en huvudbyggnad (A) som tillsammans med flygelbyggnader grupperade sig kring en innergård. På platsen för dagens huvudbyggnad låg en trädgård och flera humlegårdar.

### Historiska kartor
| Lindholmen på en karta från 1680 och från 1727. |  | Lindholmen på en karta från 1680 och från 1727. |
| Lindholmen på en karta från 1680 och från 1727. |  |                                                 |

## Gustav Vasas kulle
På den så kallade Vasakullen, en höjd mellan Lillsjön och Storsjön strax väster om dagens huvudbyggnad, uppfördes omkring 1450 ett stenhus på uppdrag av Katarina Eriksdotter (Väsbyätten) och hennes make, riddaren Sten Pedersson Stjerna (Peter Finvidssons ätt). Båda tillhörde det medeltida frälse och åtnjöt skattefrihet. Enligt en tradition föddes Gustav Ericsson (sedermera bekant som Gustav Vasa) i detta stenhus. Enligt en annan tradition föddes han på sin fars sätesgård Rydboholm i Östra Ryds socken. Man vet dock att Gustav Vasas mormor, Sigrid Eskilsdotter (Banér), bodde på Lindholmen åtminstone från februari 1496 till och med sin död 1527. År 1866 restes en minnessten på Vasakullen vars inskription lyder: Till minnet av Gustaf Ericsson Wasa född på Lindholmen den 12 maj 1496 restes wården den 12 maj 1866. Texten kröns av Vasakärven och är omgiven av ett bandflätsmönster.
Av den medeltida bebyggelsen existerar idag den så kallade borgruinen med en utbredning på cirka 100x150 meter. Själva ruinen, belägen på krönets sydvästra del, täcker ett område på ungefär 35x28 meter och är 0,5-2,2 m hög. Lämningarna består av cirka två meter tjocka stenväggar, som raserats och är nu intill fem meter breda. Väggarna är byggda av 0,3-1 meter stora gråstenar med rikliga inslag av tegel och kalkputs, sannolikt efter raserade övre väggar. Flera mellanväggar förekommer utan att en rumsindelning är säkert skönjbar.
Vid Vasakullen finns två ekar som bär Gustav Vasas namn och som naturminneförklarades 1918. Förmodligen planterades de inte av Gustav Vasa som traditionen berättar. Det är mindre sannolikt att något av träden skulle vara så gammalt som från Gustav Vasas tid. 

Vasakullen
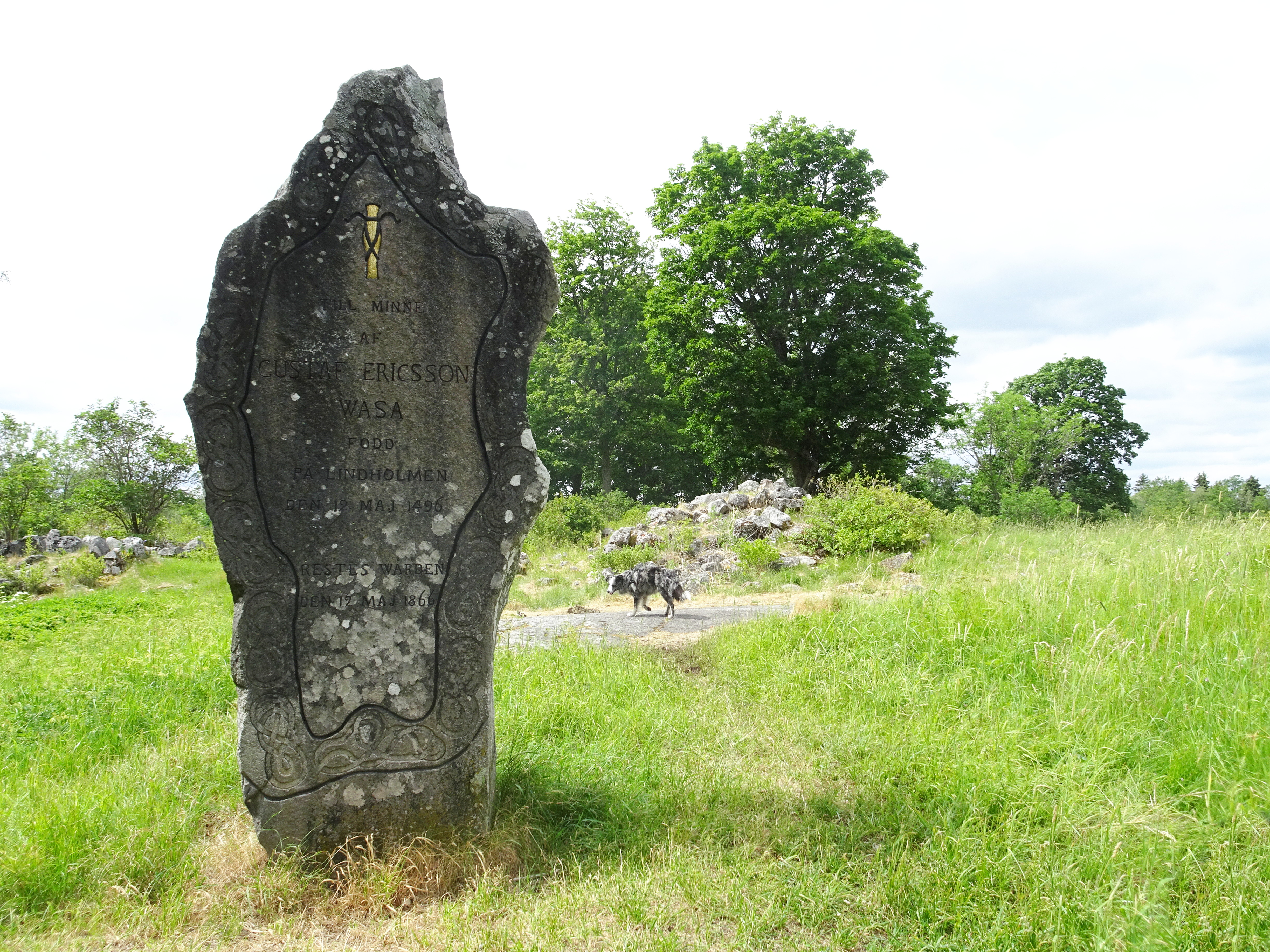
Minnesstenen
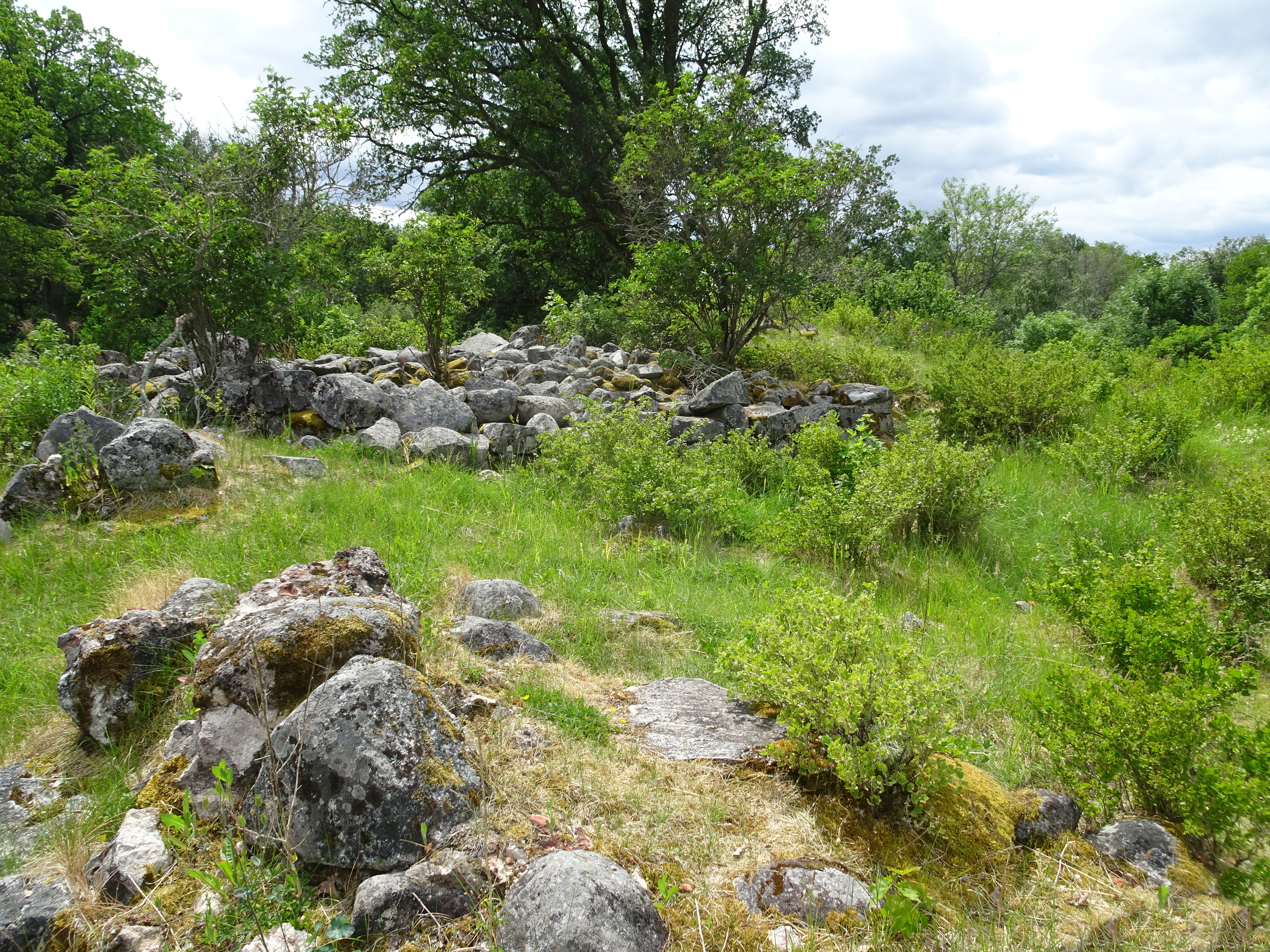
Borgruinen
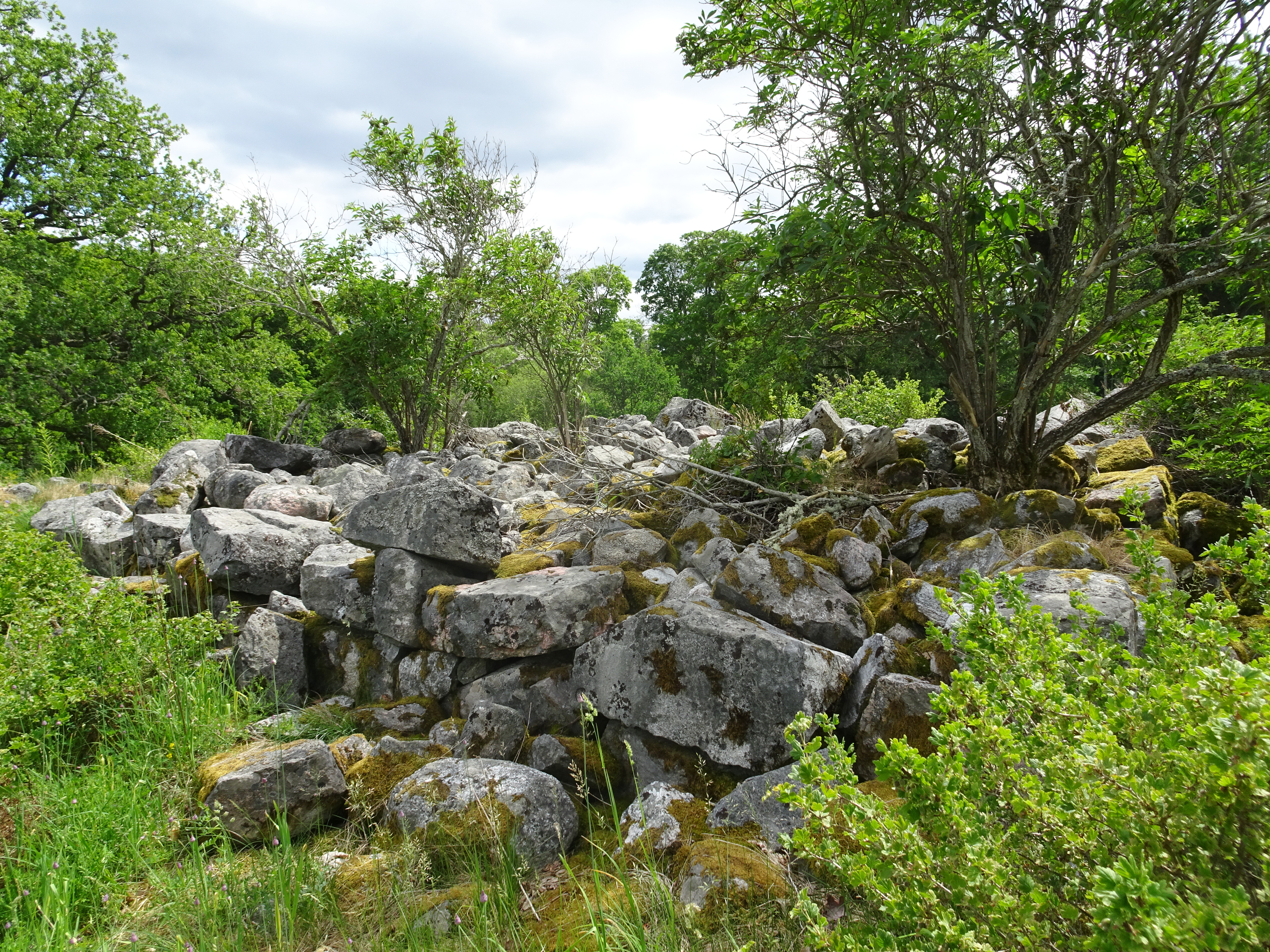
Borgruinen
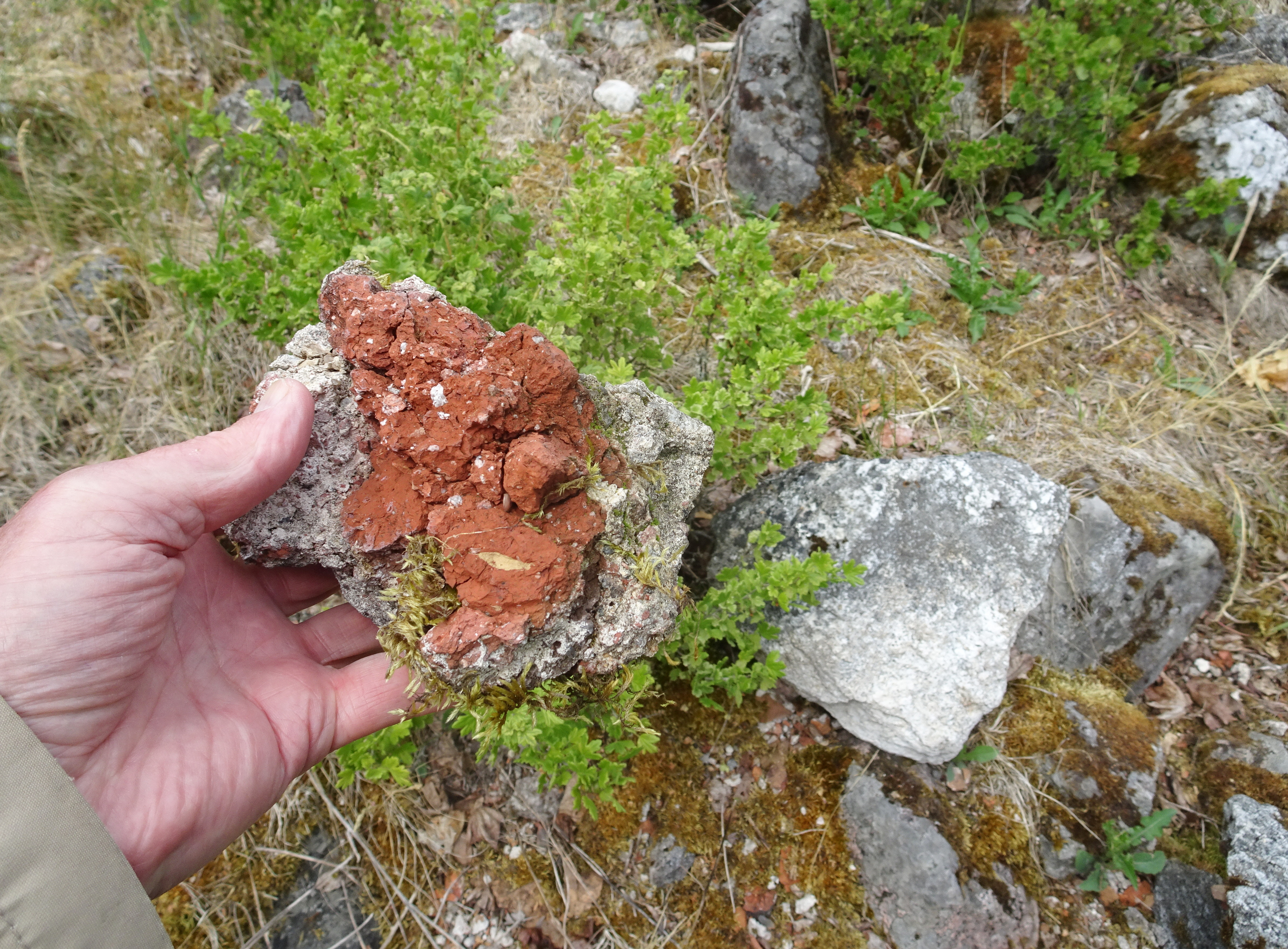
Tegelfragmet med kalkputs

## Stenhuset på Lindholmen

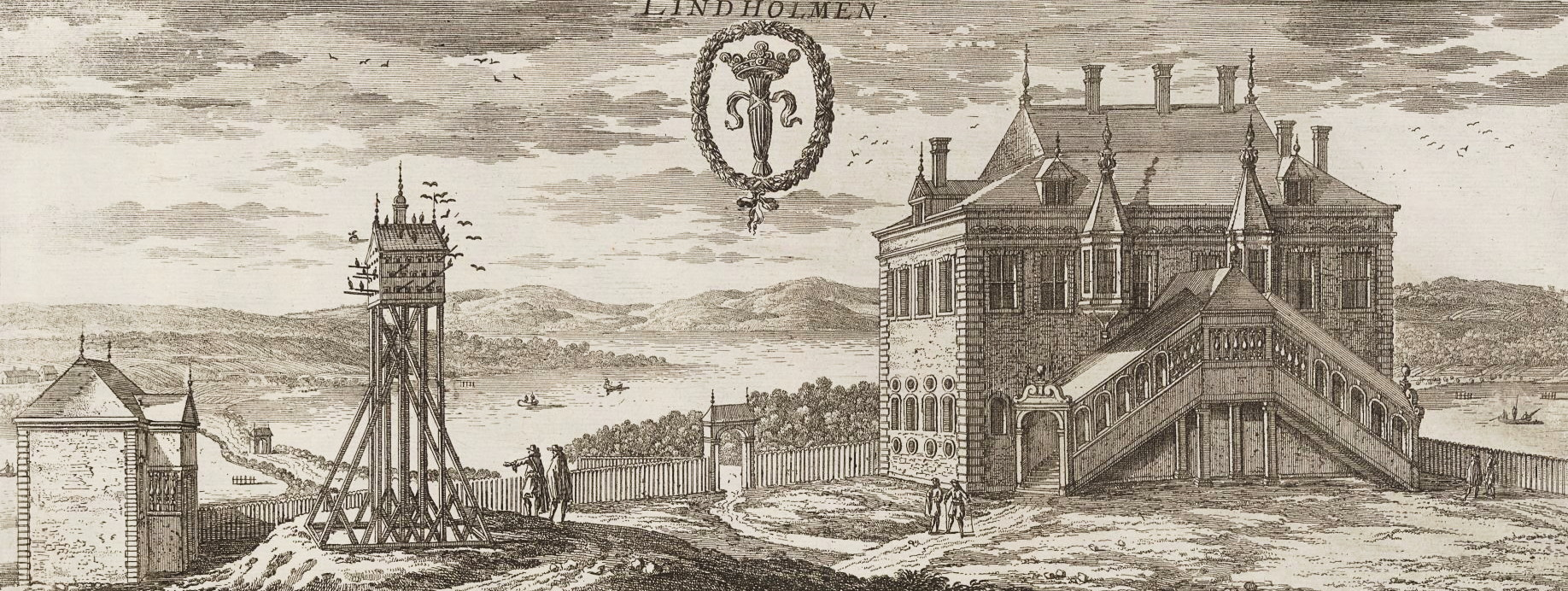
Stenhuset i Sueciaverket, 1670-talet.

Lindholmen finns avbildat av Erik Dahlbergh i Suecia antiqua et hodierna från 1670-talet och var då två våningar högt, med brant, delvis avvalmat tak, stor fritrappa och karnap på ömse sidor om trappan. Vid sidan om byggnaden reser sig ett högt duvslag och i bakgrunden skymtar Storsjön. Dahlberghs illustration smyckas även av Vasakärven, som en påminnelse om att Gustav Vasa föddes här.
År 1708 kom Lindholmen i riksrådet Josias Cederhielms ägo. Under tidig 1700-tal var det medeltida stenhuset på Vasakullen förfallet och övergavs. En ny huvudbyggnad uppfördes på samma plats som den nuvarande. Bebyggelsen framgår av en karta från 1727. Corps de logi flankerades av sex fristående flyglar samt ytterligare en byggnad som placerades mittemot huvudbyggnaden och bildade så en kringbyggd gård. Öster om gården fanns en ladugårdsfyrkant. 
Huvudbyggnaden brann ner under 1800-talet och endast tre flyglar klarade sig. Lindholmens ägor var mycket omfattande och utgjorde vid sekelskiftet 1900 nästan 600 hektar, som är mer än en fjärdedel av socknens yta. De omfattar förutom sydöstra delen av Orkesta socken även en ansenlig del av södra Frösunda socken. Till egendomen hörde 15 underliggande gårdar.

## Gården under Montgomery-Cederhielm

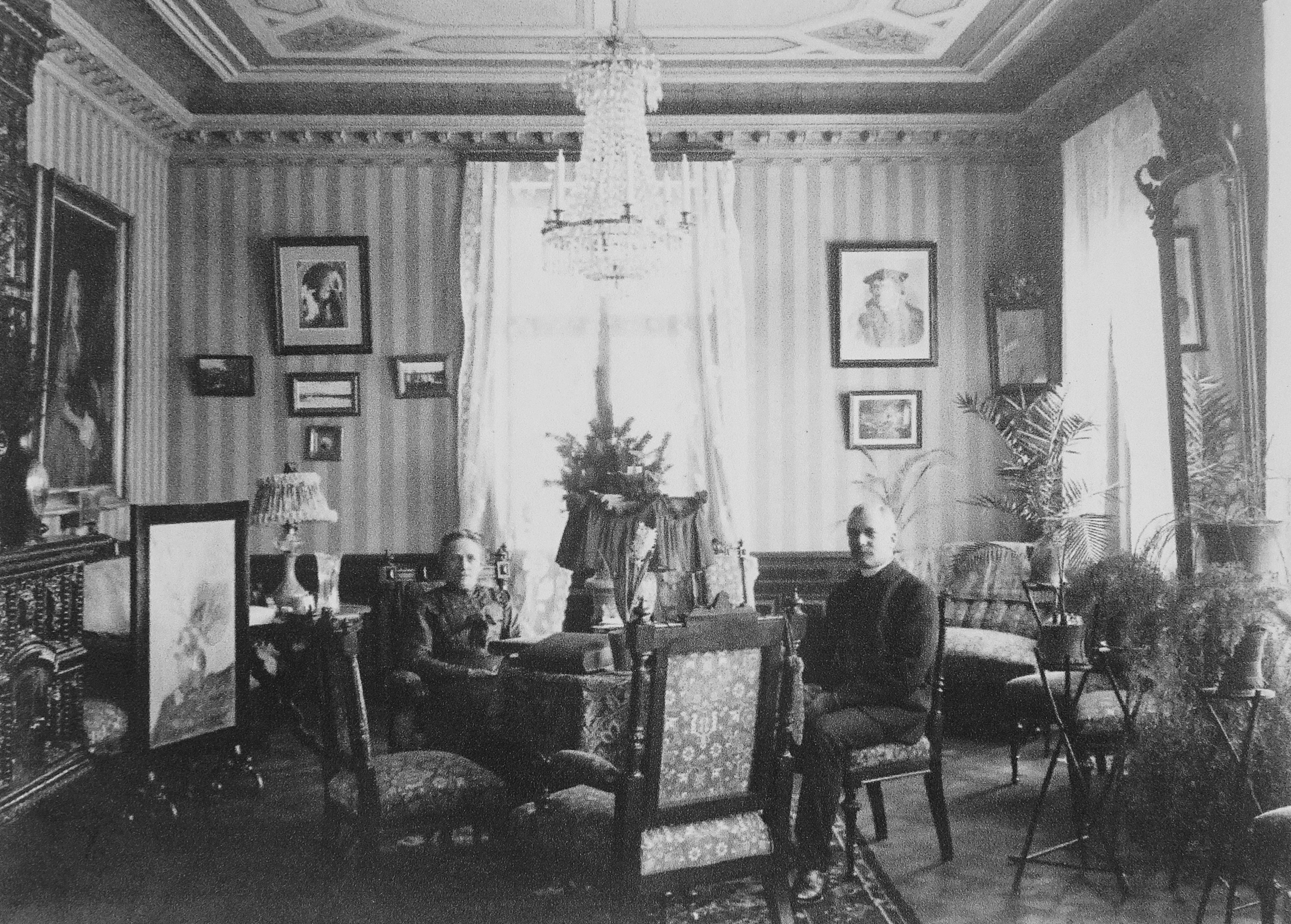
Maria och William Montgomery i salen på Lindholmens gård omkring 1900.

Nuvarande huvudbyggnad uppfördes 1884 när Robert Montgomery-Cederhielm blev ägare till Lindholmen. Byggnaden i sten och med två våningar samt framträdande mittrisalit gestaltades i nyrenässansens formspråk av arkitekt Johan Fredrik Åbom. Över huvudentrén finns en minnestavla med texten Rob. Montgomery-Cederhielm Cecilia Nordenfeldt. 1884. I tympanonfältet mot gården märks Montgomerys och Nordenfeldts vapensköldar under en krona.
Under honom och sonen William Montgomery, som hade fått gården i bröllopsgåva, utökades bebyggelsen med bland annat en stenladugård som bär initialerna RMC och årtalet 1871. En del av marken exproprierades 1887 när Stockholm–Rimbo Järnvägsaktiebolag (nuvarande Roslagsbanan) drogs fram och en station i Lindholmen anordnades. Egendomen fanns i familjen Montgomery-Cederhielm fram till 1912 då godsägare Carl Jaede med hustrun Eva (född Åkerberg) blev ägare.

## Gårdens nyare historik
Under 1920-talet fick Carl Jaede ekonomiska svårigheter och stora delar av egendomen styckades av och såldes. I början av 1950-talet hade Lindholmens trädgårdsstad börjat anläggas på ömse sidor om Roslagsbanans station. Den östra delen av bebyggelsen uppfördes i det som kallades Djurgården, som tidigare var avsett att fungera som jaktpark till Lindholmens gård.
Lindholmen förvärvades 1967 av Stockholms stad. I samband med köpet avstyckades herrgården med tillhörande park, som 1982 såldes till Viola Söderholm (född 1929) som fortfarande idag (2018) står som ägare. Genom köp införlivades 1970 Smedstorp och Häggtorp med Lindholmens gård. Mjölkproduktionen upphörde 1964 och köttdjur fanns på gården fram till omkring 1980. Åkermarken arrenderas sedan 1964 av Borresta gård.

Huvudbyggnad
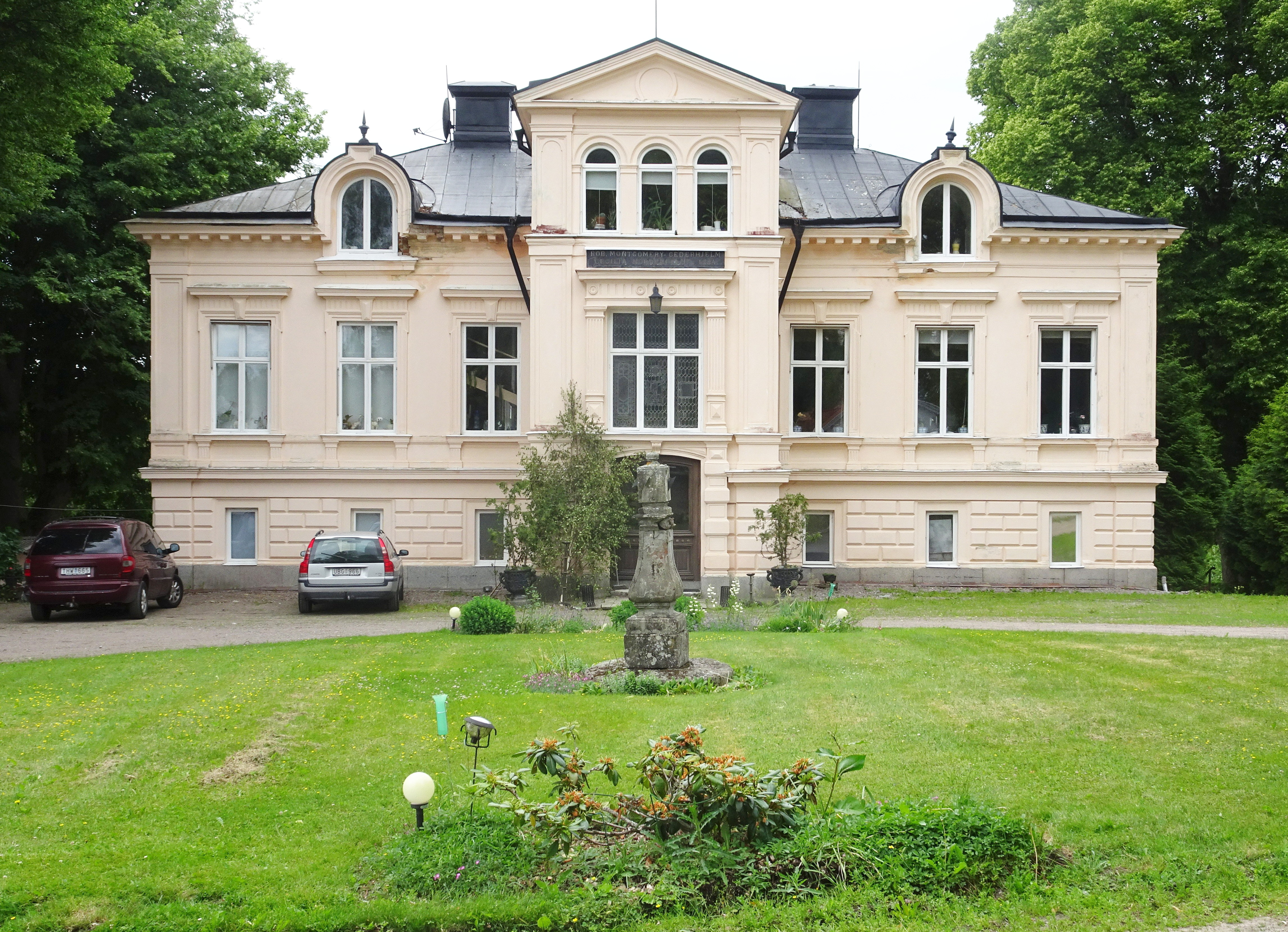
Entréfasad
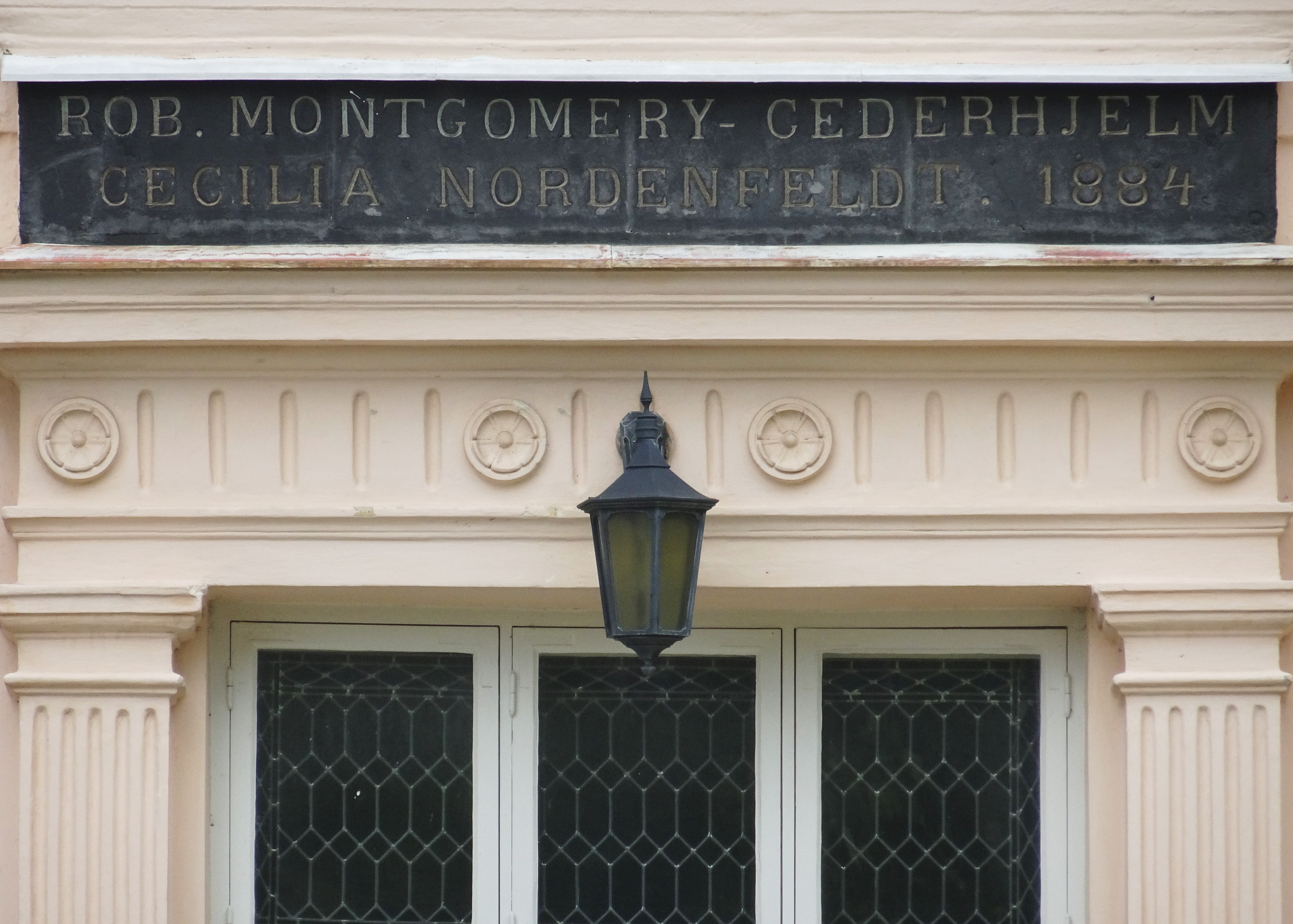
Minnestavla över entrén
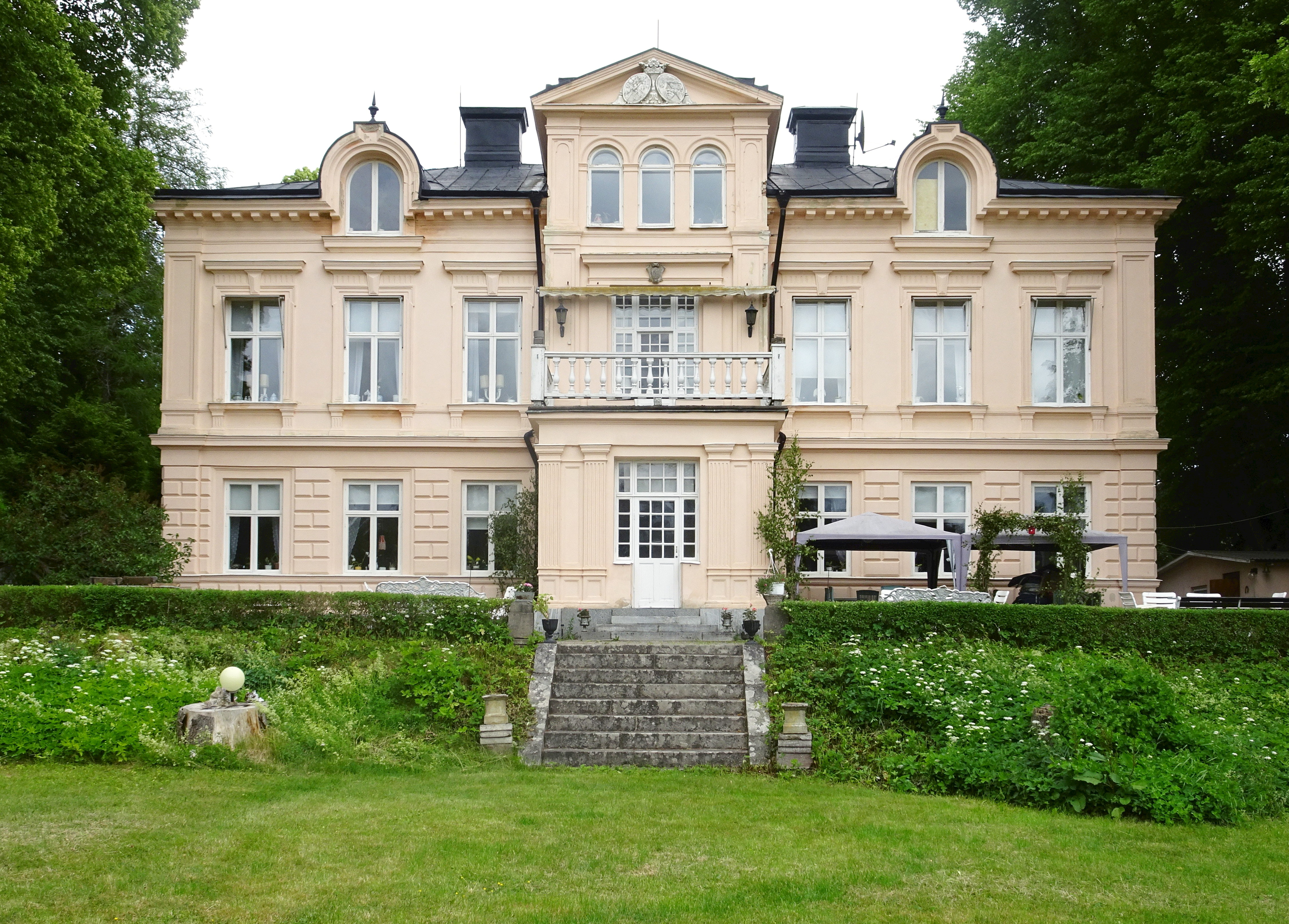
Trädgårdsfasad
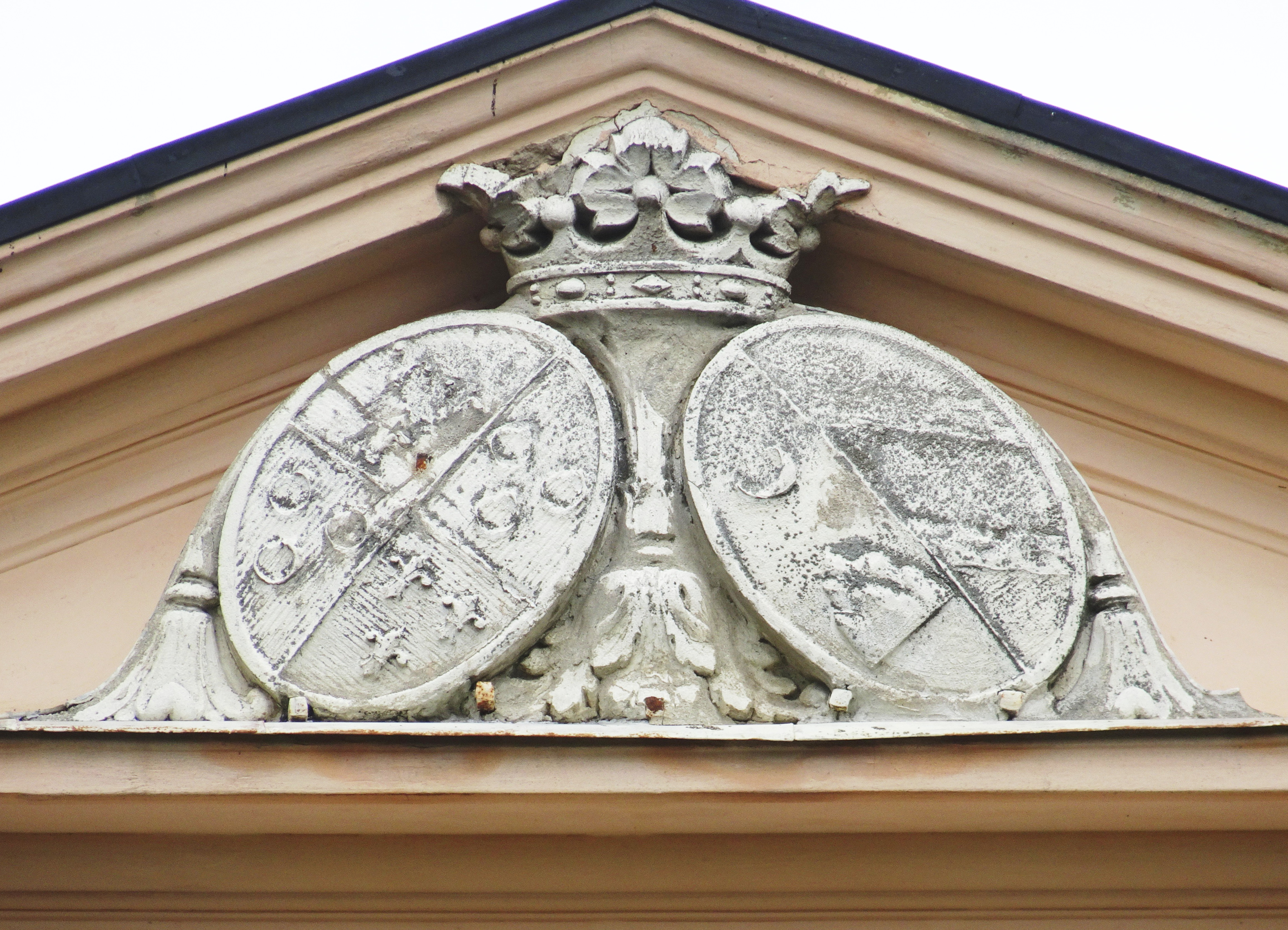
Montgomerys och Nordenfeldts vapensköldar

Övriga byggnader
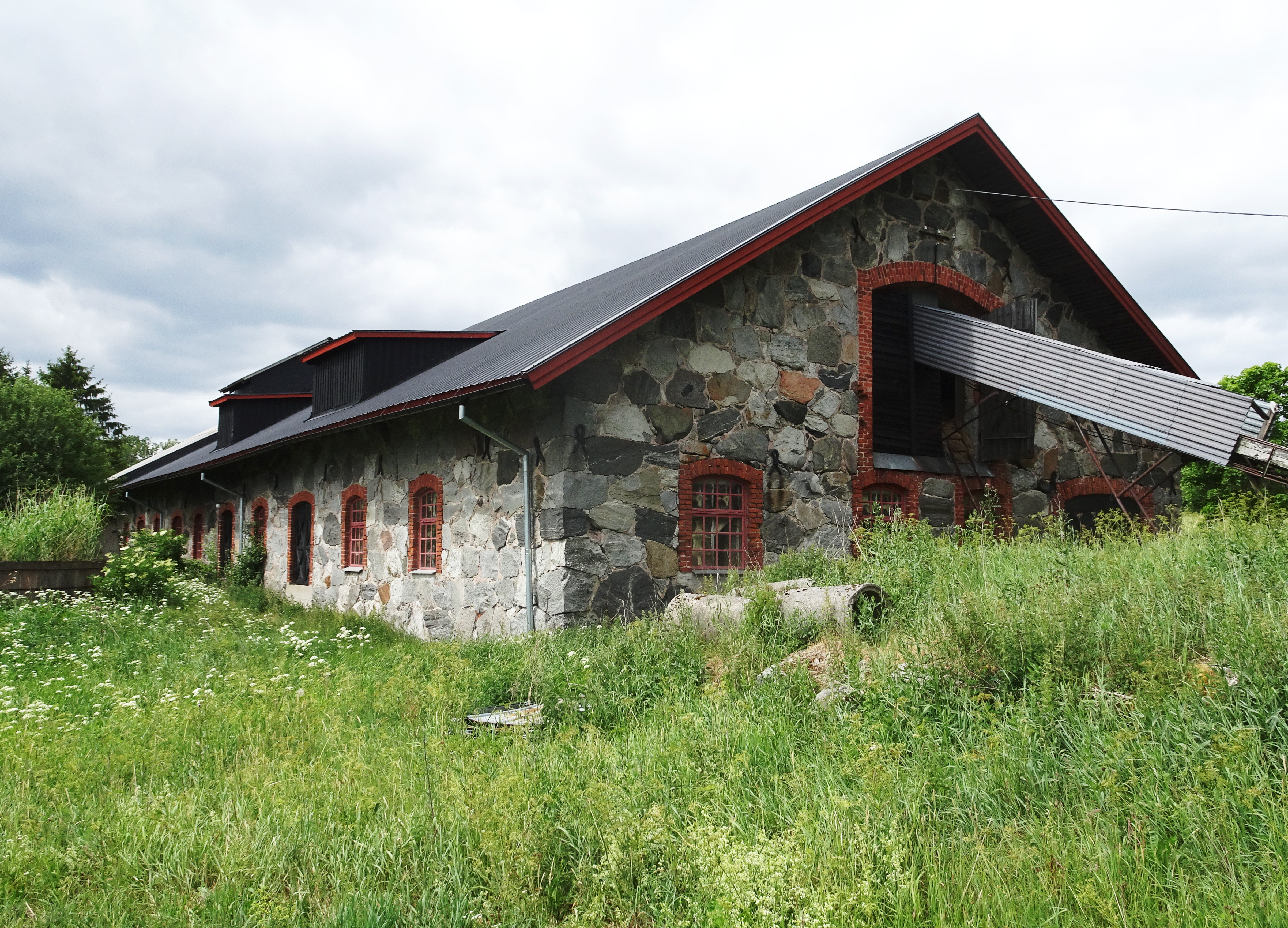
Stenladugården från 1871
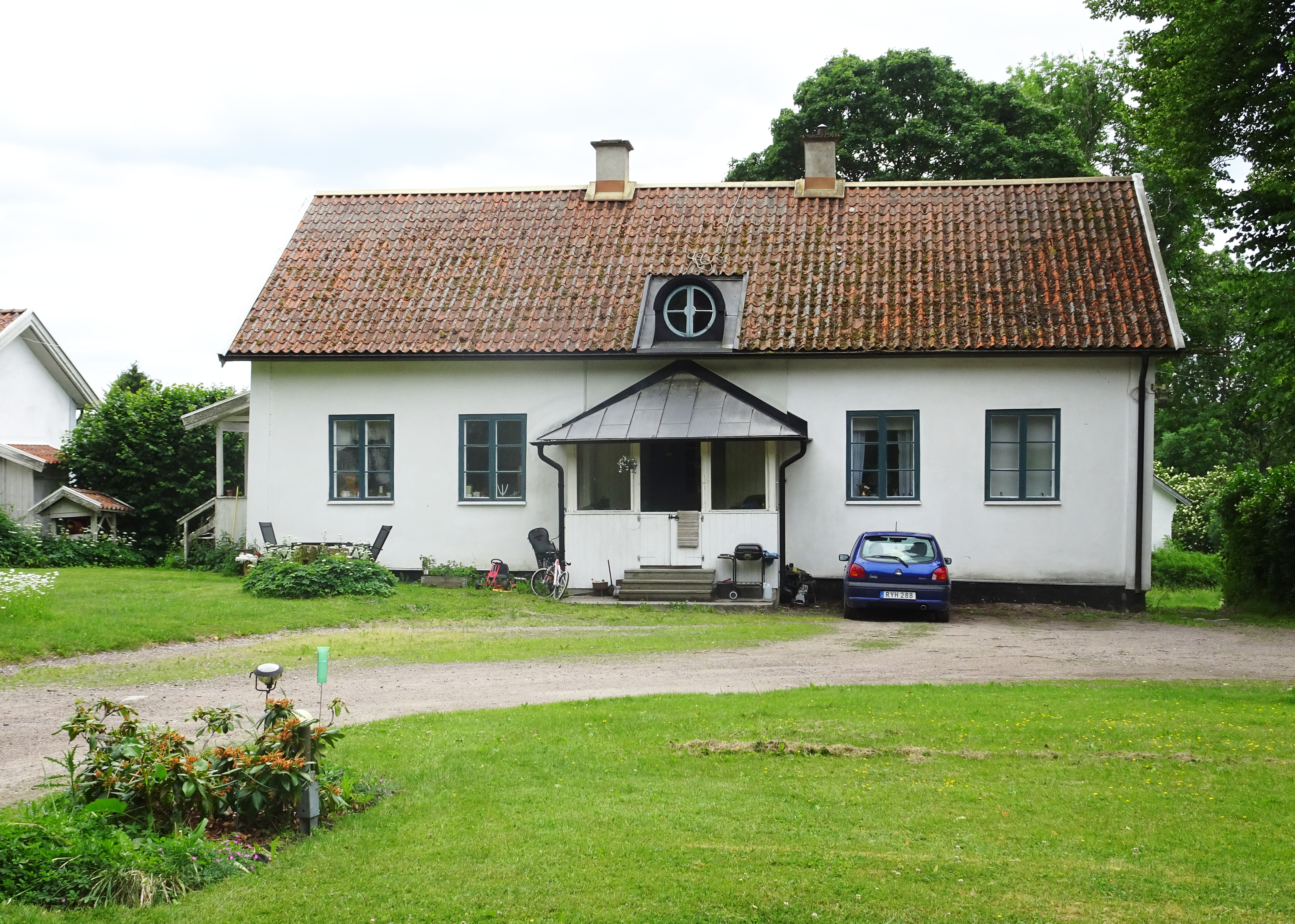
En av de ursprungliga flyglarna
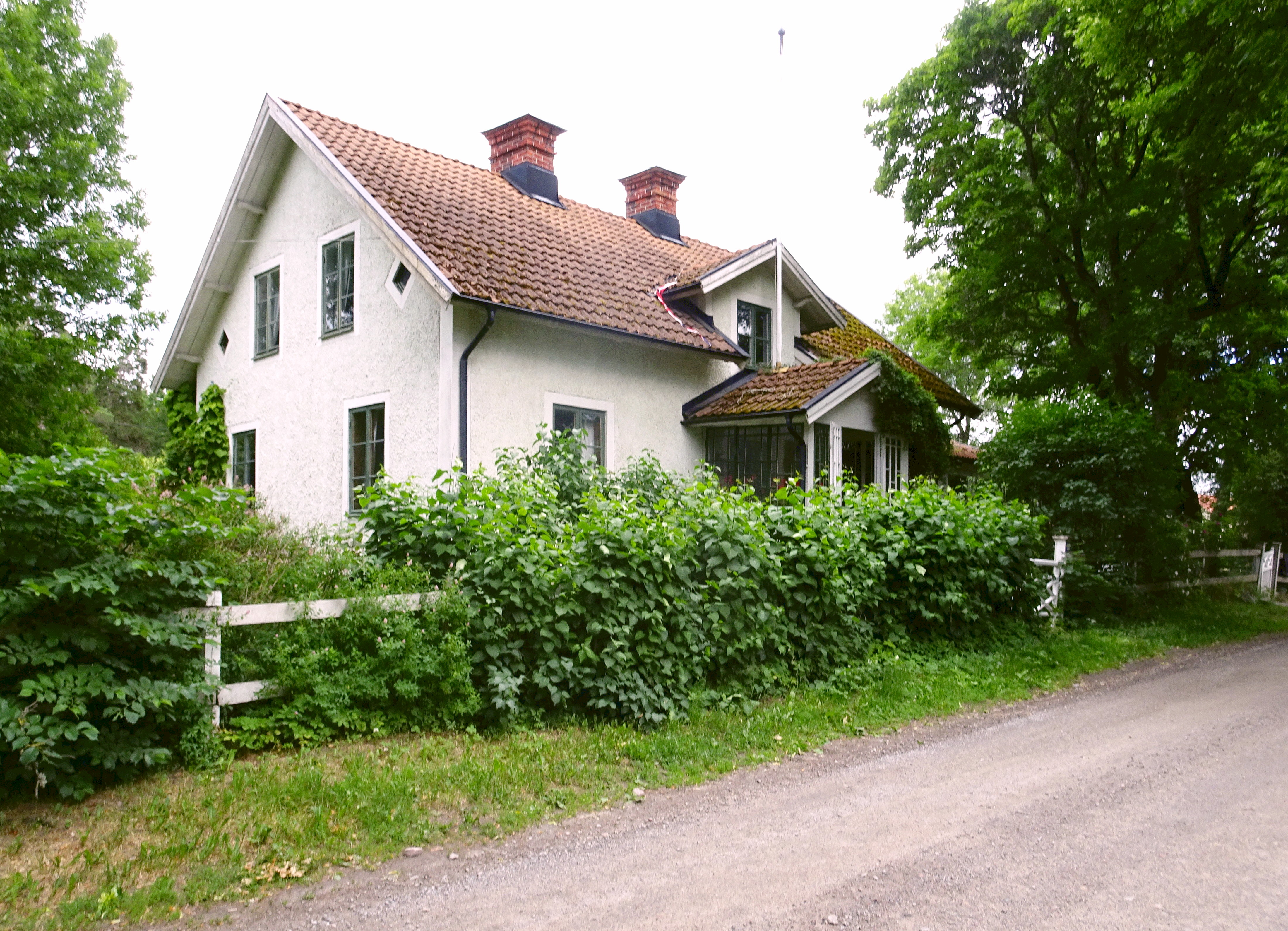
Bostadshus från 1833
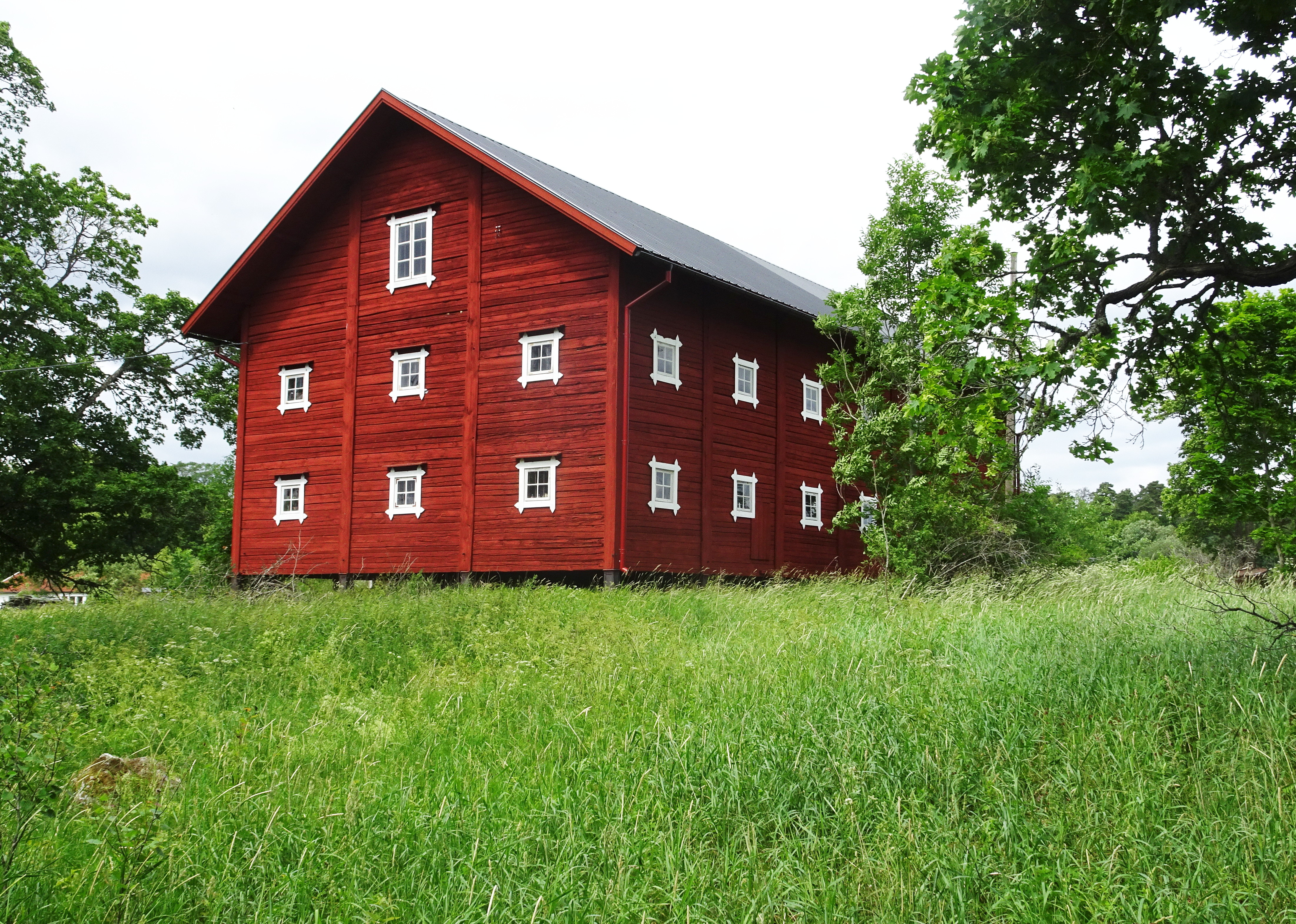
Röda ladan, idag antikmarknad